# Kamal Charrazi

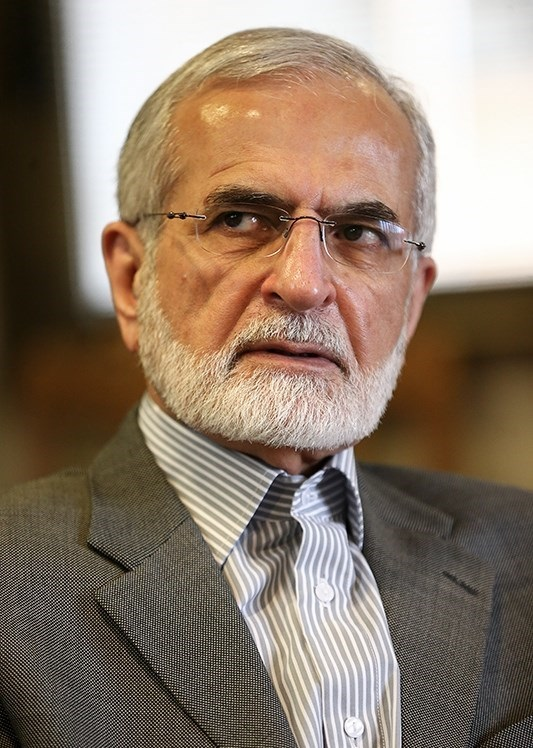
Kamal Charrazi (2015)

Kamal Charrazi (persisch کمال خرازی [kʲæˈmɔːl xærːɔːˈziː]; * 1. Dezember 1944 in Teheran) war ein iranischer Politiker. Er war vom 20. August 1997 bis 24. August 2005 der Außenminister der Islamischen Republik Iran.

## Leben
Charrazi ist ein ausgebildeter Erzieher, studierte bis 1976 in Houston Erziehungswissenschaft und schloss das Studium mit dem Doktorgrad ab. Nach seiner Rückkehr in den Iran war er während der Anfangszeit der islamischen Revolution stellvertretender Außenminister, Erziehungsminister und Vize-Präsident des staatlichen Fernsehens sowie später von 1980 bis 1989 Präsident der Islamic Republic News Agency (IRNA), der offiziellen iranischen Nachrichtenagentur. Von 1989 bis 1997 repräsentierte er den Iran bei den Vereinten Nationen. Seit dem 20. August 1997 war Kamal Charrazi im Kabinett von Staatspräsident Mohammad Chātami Außenminister.

## Politisches Wirken
Im Jahre 2001 besuchte Charrazi Ägypten, wo er mit Präsident Husni Mubarak zusammentraf. Bei diesem Besuch wurden die Terroranschläge vom 11. September verurteilt und der Terrorismus abgelehnt. Bezüglich der Situation im Irak sagte Charrazi am 24. Mai 2003 gegenüber der in London erscheinenden arabischsprachigen Zeitung „Al-Hayat“: 

„Wir hatten zur Bildung einer von der Mehrheit des Volkes gestützten Regierung im Irak mit den Amerikanern einen ehrlichen Dialog begonnen, aber sie haben immer wieder ihre Meinung geändert und auch ihre Vertreter im Irak.“

## Familie
Charrazi ist verheiratet und hat zwei Kinder. Sein Neffe Sadegh Charrazi ist iranischer Botschafter in Paris und war maßgeblich an der Entwicklung der sogenannten Roadmap oder „Schweizer Memo“ beteiligt.